# Gocta
Gocta je vodopád v Peru. Nachází se v regionu Amazonas v okrese Valera v provincii Bongará; 700 km severně od Limy, asi 20 km severně od regionálního sídla Chachapoyas, poblíž vesnice Cocachimba. Vodopád se skládá ze dvou stupňů a celková výška činí 771 metrů. Vodopád Gocta leží v nadmořské výšce okolo 3000 metrů, množství vody značně kolísá podle ročního období. Bývá označován za pátý nejvyšší vodopád světa, záleží ovšem na zvolených kritériích (někdy se počítají i vodopády, jimiž protéká voda pouze občas). První zprávu o existenci vodopádů podal v roce 2002 německý cestovatel Stefan Ziemendorff.

## Fotogalerie

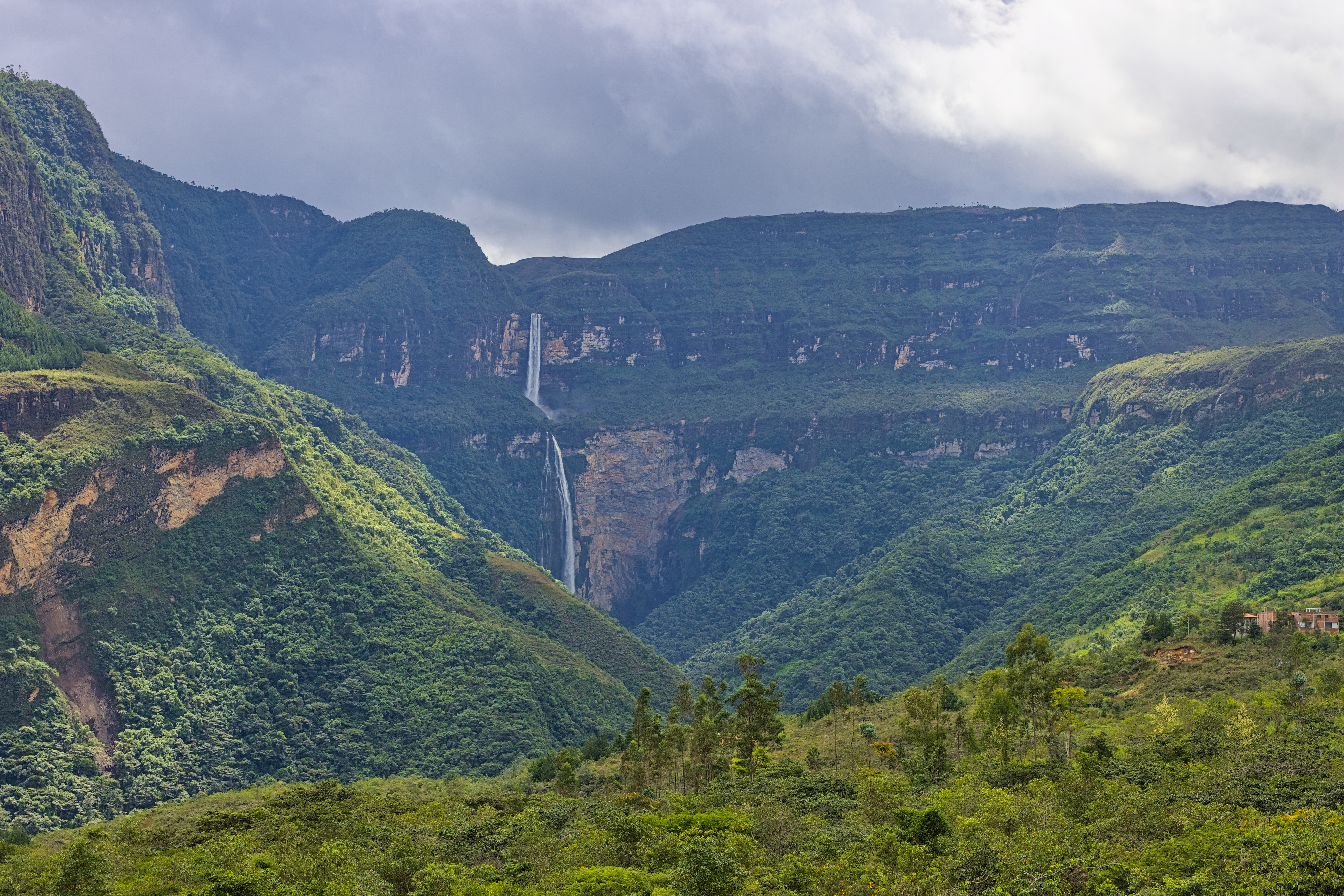
Vodopád od Cocachimby
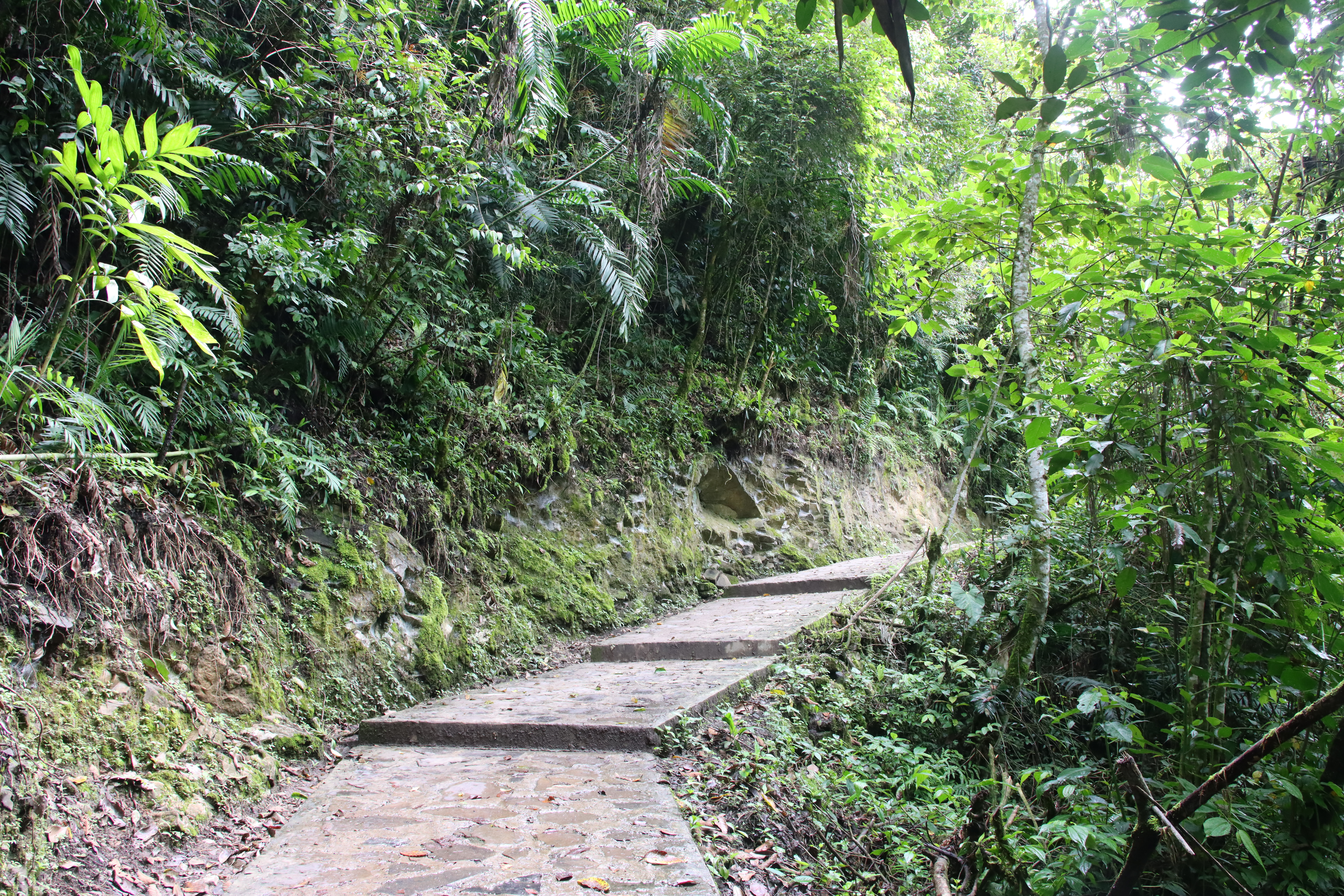
Stezka k vodopádu
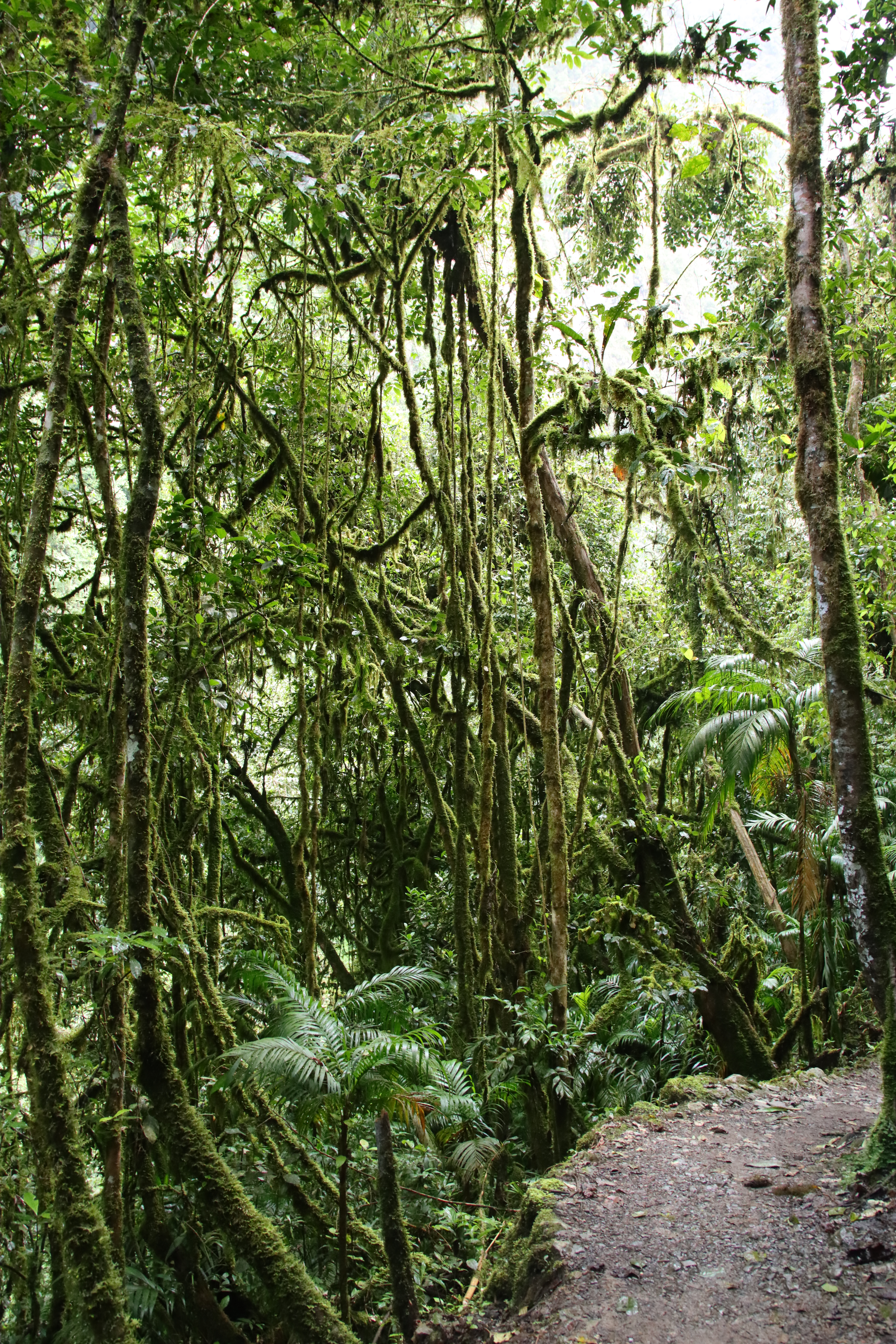
Bujná vegetace pod vodopádem
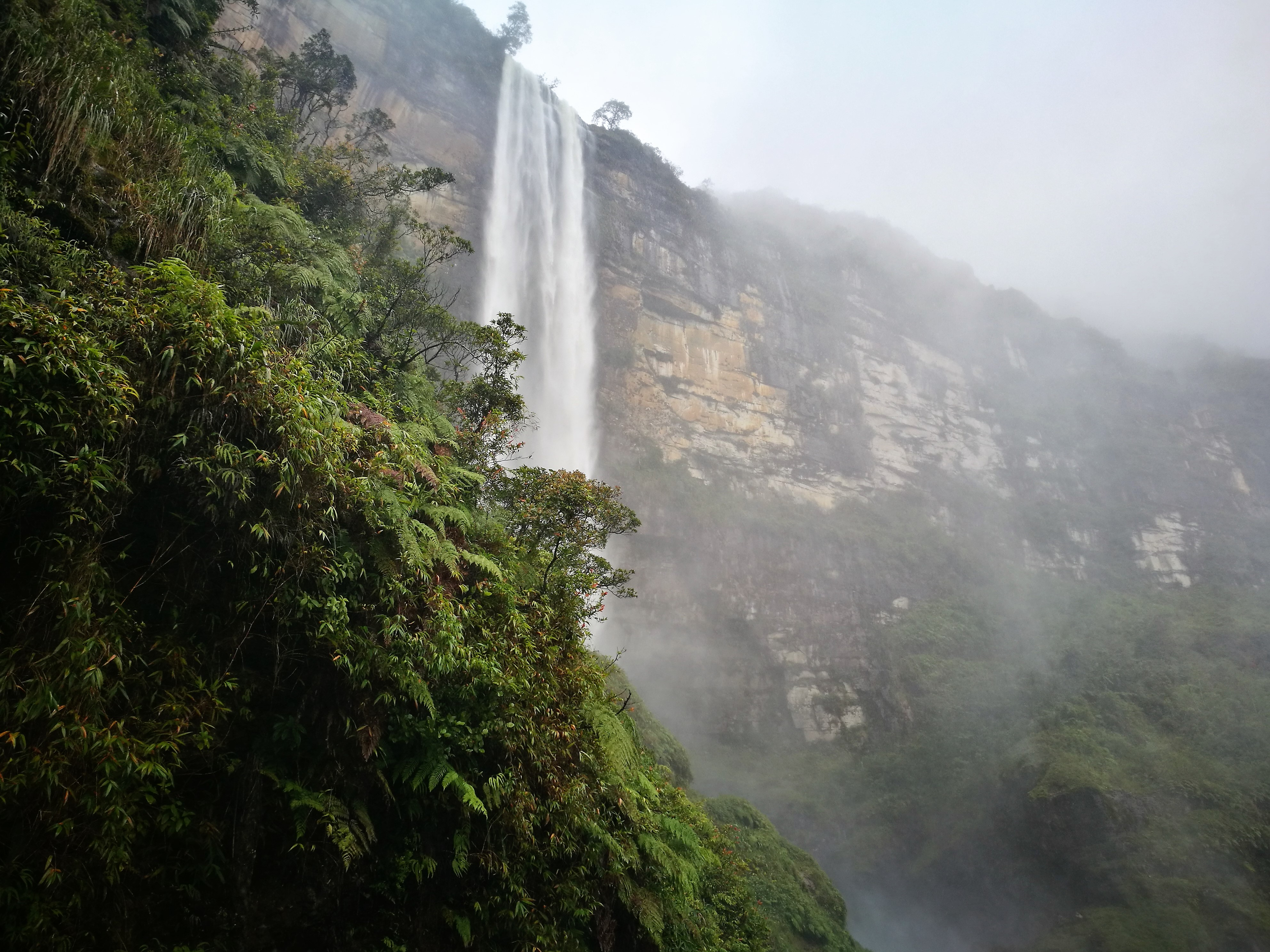
Horní stupeň
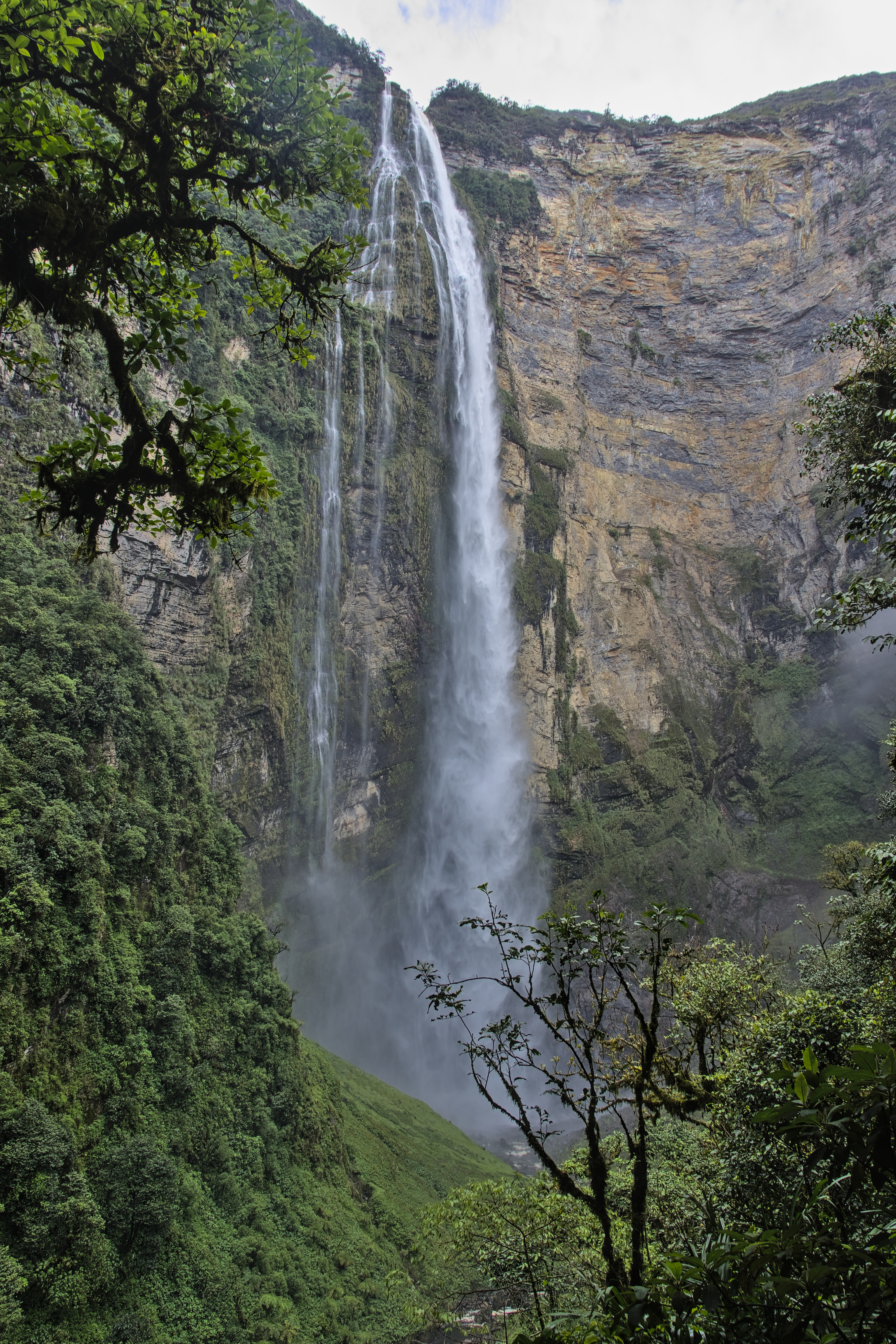
Dolní stupeň
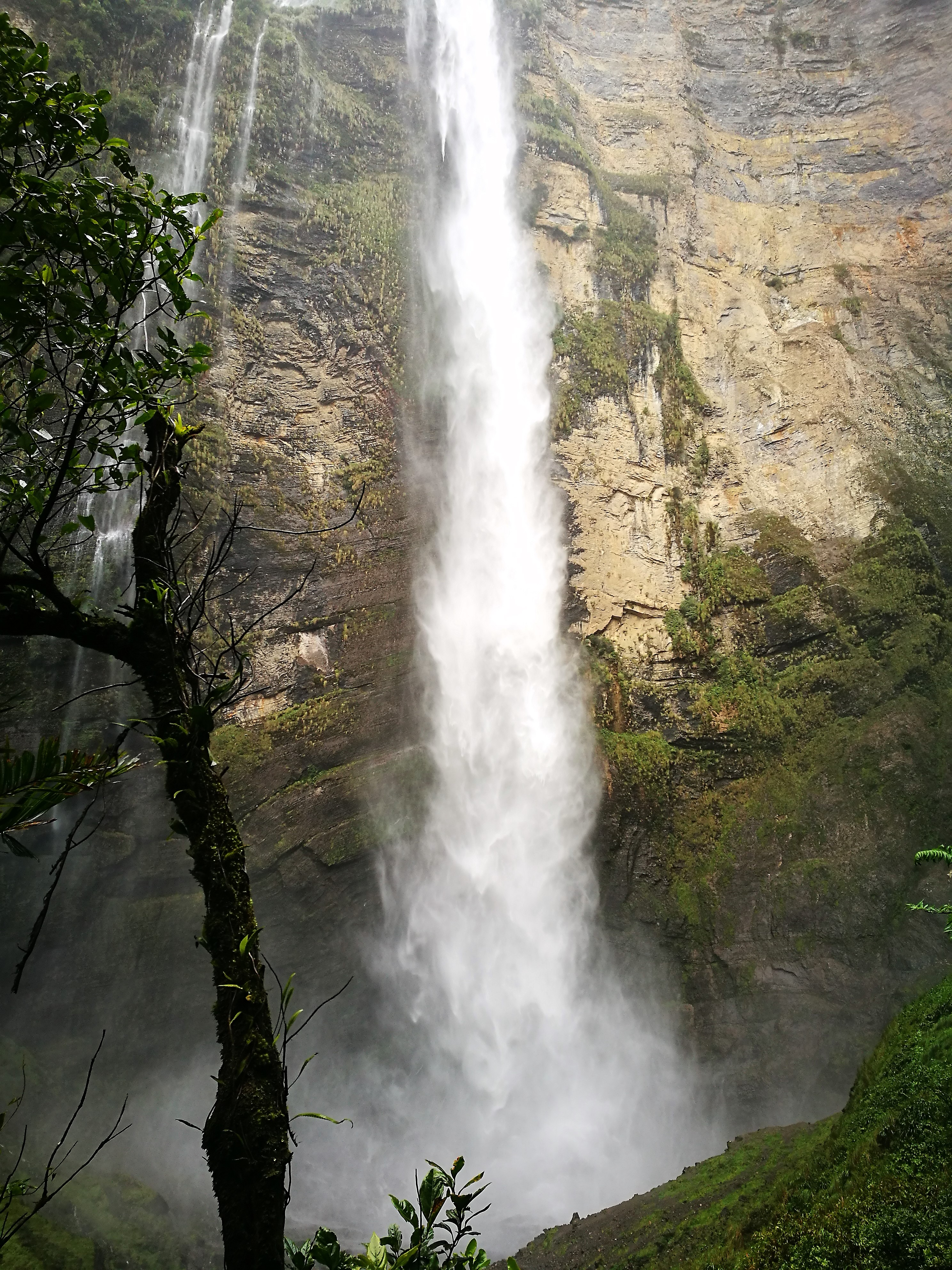
Dopad vody
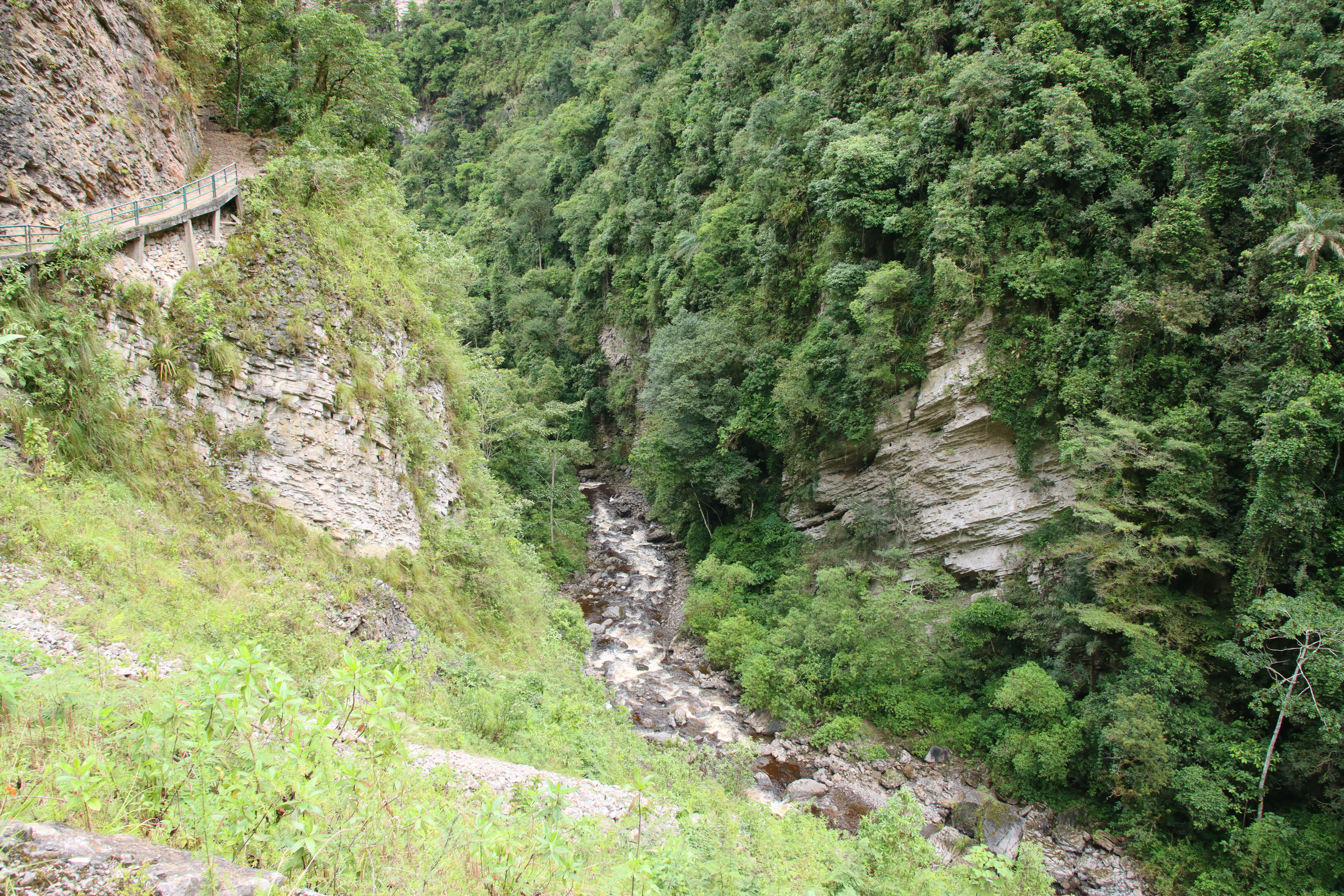
Údolí říčky Gocta pod vodopádem
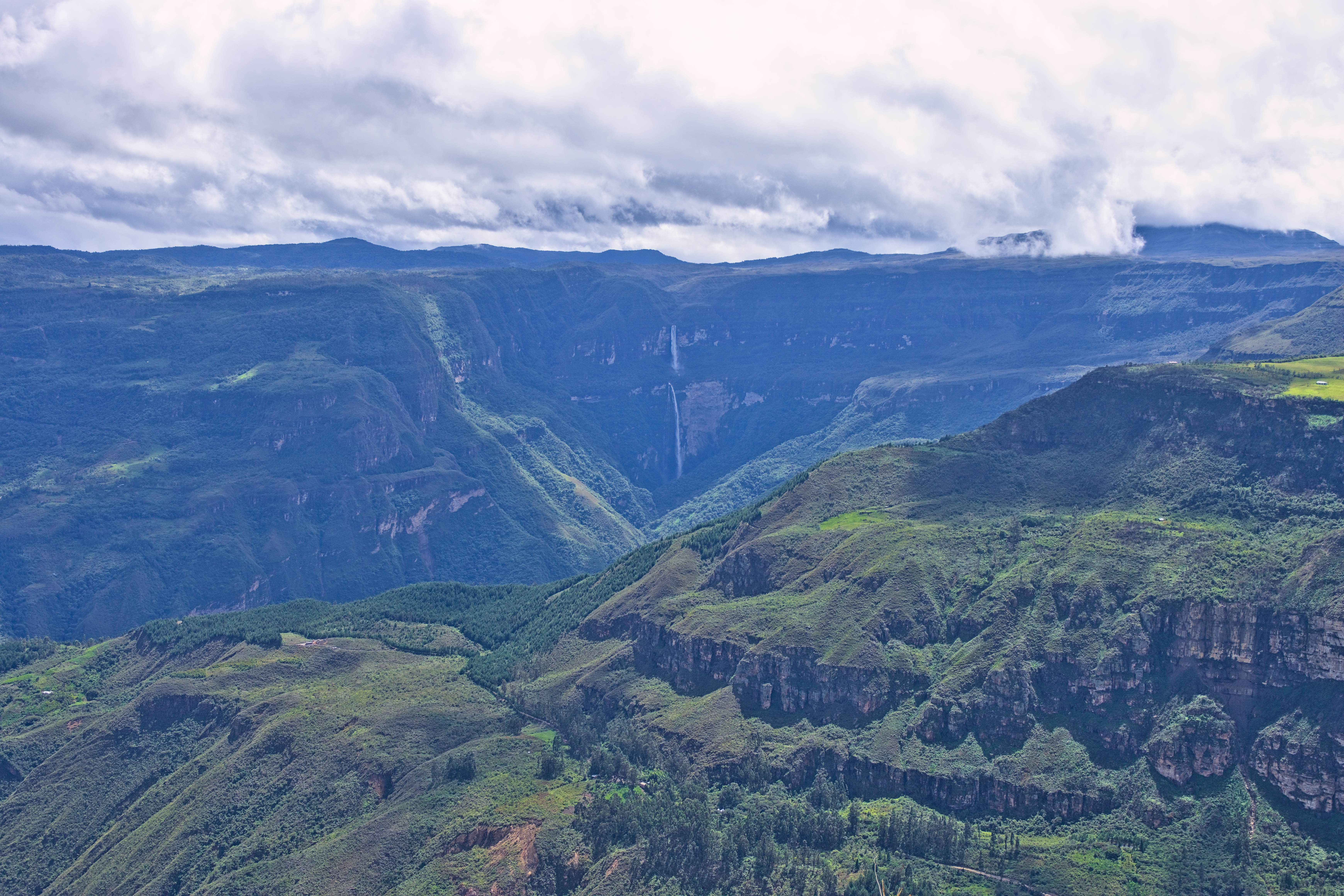
Vodopád v kontextu okolí – pohled z 10 km vzdálené vyhlídky Pueblo de los Muertos u Lámudu